# Хунди-султан
Ху́нди-султа́н (тур. Hundi Sultan; ум. 1503, Бурса) — дочь османского султана Баязида II от Бюльбюль-хатун. Супруга великого визиря Херсекли Ахмеда-паши.

## Биография
Хунди-султан была дочерью султана Баязида II от наложницы Бюльбюль-хатун. Турецкий историк Чагатай Улучай писал, что у Хунди были два полнородных брата шехзаде Ахмет и шехзаде Махмуд.
Энтони Олдерсон писал, что в 1481 году Хунди-султан вышла замуж за Херсекли Ахмеда-пашу, тогда как Шерафеттин Туран, Недждет Сакаоглу и Чагатай Улучай относили заключение брака к 1484 году. В то время Ахмед-паша был бейлербеем Анатолии. Херсекли Ахмед-паша три раза занимал пост капудан-паши и пять раз занимал пост великого визиря.
В вакуфном документе 1511 года она упомянута как умершая. Согласно Олдерсону, Хунди-султан скончалась в Бурсе в 1511 году, Улучай приводит эту дату со ссылкой на Олдерсона, а Недждет Сакаоглу — со знаком вопроса. Но, по всей вероятности, Хунди-султан умерла до июня 1503 года, поскольку она уже не упоминается в инамат дефтери (реестре выплат из казны) в этом году как получавшая регулярное содержание для принцесс (хотя нет и записей о тазийе (ta’ziye)).
Она была похоронена в тюрбе Мурадие.

### Дети
У Хунди-султан и Ахмеда-паши были дети:
- сын Али-бей[3] (ум. 1593[10])[11][5][7][12] — поэт, писал под псевдонимом Шири Баба тур. Şiri Baba[13][14]
- сын Мустафа-бей[3] (ум. после 1582[5]) [11][7][12]
- сын Мехмед-бей (ум. после 1507 до 1511). Упомянут в казначейских записях за 1507 год как получающий ежемесячную выплату в 5000 акче[12], в 1511 году, к моменту написания вакуфного документа, вероятно, его не было в живых, поскольку он не упоминается[7].
- дочь Макдум-заде[3] (ум. ок. 1503)[11][5][7], умерла вскоре после смерти матери[15].
- дочь Камер-шах[3] (ум. после 1523)[11][5][7], упомянута в казначейских записях от 1523 года как «старшая принцесса»[15].
- дочь Айни-шах[3] (ум. после 1511 до 1523)[11][5][7]. Умерла до 1523 года, так как не упомянута в казначейских записях от 1523 года[15].
- дочь Хюма[16] (ум. после 1551 года) — не упомянута в вакуфной записи как дочь Хунди-султан[7], однако упомянута как «младшая принцесса» в казначейских записях от 10. III.1523 года[15].